# Jack Del Rio
Jack Del Rio (Castro Valley, 4 aprile 1963) è un ex giocatore di football americano e allenatore di football americano statunitense nella European League of Football (ELF). In precedenza aveva giocato nel ruolo di linebacker per undici stagioni nella NFL.

## Carriera da giocatore
Del Rio venne selezionato come 68ª scelta al Draft NFL 1985 dai New Orleans Saints. Debuttò nella NFL l'8 settembre 1985 contro i Kansas City Chiefs e a fine anno fu inserito nella formazione ideale dei rookie. In seguito giocò con i Kansas City Chiefs (1987-1988), i Dallas Cowboys (1989) e i Minnesota Vikings, ottenendo con questi ultimi, nel 1994, l'unica convocazione per il Pro Bowl in carriera. Si ritirò dopo avere passato la stagione 1996 nel roster dei Miami Dolphins senza mai scendere in campo.

## Carriera da allenatore
Nel 1997 Del Rio iniziò a sua carriera da allenatore come coordinatore dello sviluppo della forza e della condizione dei Saints. Nel 1999 passò ai Baltimore Ravens con il ruolo di allenatore dei linebacker, con la squadra che nel 2000 vinse il Super Bowl XXXV.

### Jacksonville Jaguars
Dopo avere passato il 2002 come coordinatore difensivo dei Carolina Panthers, l'anno successivo Del Rio divenne il capo-allenatore dei Jacksonville Jaguars concludendo la sua prima stagione con il record di 5 vittorie e 11 sconfitte. Nel 2005 concluse con 12 vittorie e 4 sconfitte, qualificandosi per i playoff dove fu eliminato nel primo turno dai New England Patriots. Nel 2007 raggiunse nuovamente i playoff con un bilancio di 11 vittorie e 5 sconfitte, venendo battuto nel secondo turno ancora dai Patriots. Nel 2011, dopo un cattivo avvio di stagione, il 29 novembre venne esonerato dopo avere vinto solo tre delle prime undici partite
Il 27 gennaio 2012, Del Rio firmò per fungere da coordinatore difensivo dei Denver Broncos in cui rimase per tre stagioni, raggiungendo nel 2013 il Super Bowl XLVIII, perso contro i Seattle Seahawks.

### Oakland Raiders
Il 14 gennaio 2015, Del Rio firmò per diventare il nuovo allenatore degli Oakland Raiders. Dopo avere riportato la squadra ai playoff per la prima volta dal 2002 nel 2016, l'anno successivo fu licenziato.

### Washington Football Team / Commanders
Il 1 gennaio 2020 venne assunto come coordinatore difensivo dal Washington Football Team, nome adottato dai Redskins prima di assumere quello di Commanders. Fu licenziato durante la stagione 2023. 

## Palmarès
Giocatore
- Convocazioni al Pro Bowl: 1

1994
- First-team All-Pro: 1

1994
- PFWA All-Rookie Team - 1985

Assistente allenatore
- Super Bowl : 1

Baltimore Ravens: XXXV

## Record come capo-allenatore
| Squadra  | Anno     | Stagione regolare | Stagione regolare | Stagione regolare | Stagione regolare | Stagione regolare         | Playoff | Playoff | Playoff                                                 |
| Squadra  | Anno     | Vinte             | Perse             | Pareggiate        | Posizione         | Risultato                 | Vinte   | Perse   | Risultato                                               |
| -------- | -------- | ----------------- | ----------------- | ----------------- | ----------------- | ------------------------- | ------- | ------- | ------------------------------------------------------- |
| JAX      | 2003     | 5                 | 11                | 0                 | 3º AFC South      | no playoff                | -       | -       | -                                                       |
| JAX      | 2004     | 9                 | 7                 | 0                 | 2º AFC South      | no playoff                | -       | -       | -                                                       |
| JAX      | 2005     | 12                | 4                 | 0                 | 2º AFC South      | -                         | -       | 1       | Uscito al Wild Card Game contro i New England Patriots  |
| JAX      | 2006     | 8                 | 8                 | 0                 | 3º AFC South      | no playoff                | -       | -       | -                                                       |
| JAX      | 2007     | 11                | 5                 | 0                 | 2º AFC South      | no playoff                | 1       | 1       | Uscito al Divisional Game contro i New England Patriots |
| JAX      | 2008     | 5                 | 11                | 0                 | 4º AFC South      | no playoff                | -       | -       | -                                                       |
| JAX      | 2009     | 7                 | 9                 | 0                 | 4º AFC South      | no playoff                | -       | -       | -                                                       |
| JAX      | 2010     | 8                 | 8                 | 0                 | 2º AFC South      | no playoff                | -       | -       | -                                                       |
| JAX      | 2011     | 3                 | 9                 | 0                 | 3º AFC South      | Esonerato dopo 12 partite | -       | -       | -                                                       |
| JAX Tot. | JAX Tot. | 68                | 71                | 0                 | -                 | -                         | -       | -       | -                                                       |
| OAK      | 2015     | 7                 | 9                 | 0                 | 3º AFC West       | no playoff                | -       | -       | -                                                       |
| OAK      | 2016     | 12                | 4                 | 0                 | 2º AFC West       | -                         | -       | 1       | Usci al Wild Card Game contro gli Houston Texans        |
| OAK Tot. | OAK Tot. | 19                | 13                | 0                 | -                 | -                         | -       | 1       | -                                                       |
| Totale   | Totale   | 87                | 84                | 0                 | -                 | -                         | 1       | 3       | -                                                       |